# Sieh um Dich
Sieh um Dich ist eine kurze Gasse in der Trierer Innenstadt unweit vom Trierer Dom innerhalb der Domimmunität, die den Domfreihof mit der Rindertanzstraße verbindet. Zusammen mit dem südlichen Abschnitt der Liebfrauenstraße folgt sie einem römischen Cardo. Spätestens seit der Errichtung des Torhauses der heutigen Dompropstei (Domfreihof 4) um die Mitte des 17. Jahrhunderts leitet die von hohen Kurienmauern flankierte Gasse fast rechtwinklig in den Domfreihof über.

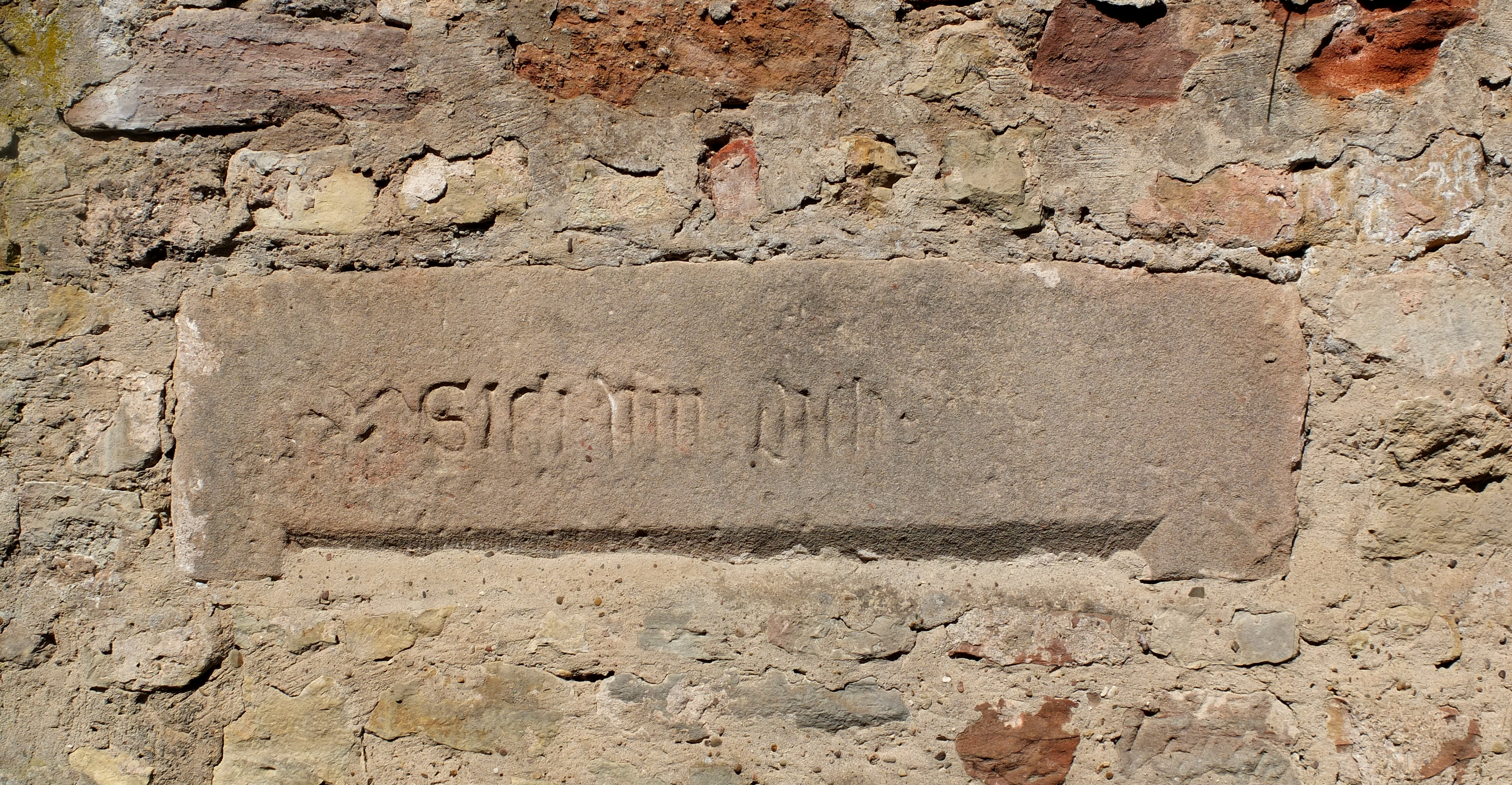
Spolie eines früheren Türsturzes mit dem Straßennamen

## Geschichte
Die Gasse wurde 1571 nach der dort gelegenen Kurie des Domkantors zunächst platea cantoris (Sängersgäßchen) genannt. Ihren heutigen seit dem 18. Jahrhundert überlieferten Namen leitet die Gasse von einer gleichlautenden Inschrift eines Türsturzes ab, der in der angrenzenden Beringmauer des Anwesens Domfreihof 3 vermauert ist. Der Gassenname mag dabei als Warnruf für den gegolten haben, der hier die Grenze zweier Rechtsbezirke überschritt.

## Gebäude
Straßenbildprägend ist der Dom, der in nördlicher Richtung in ständiger Blickrichtung liegt. Einziges bedeutendes Bauwerk an der Straße ist das Haus Eich.

### Domkurie Eich

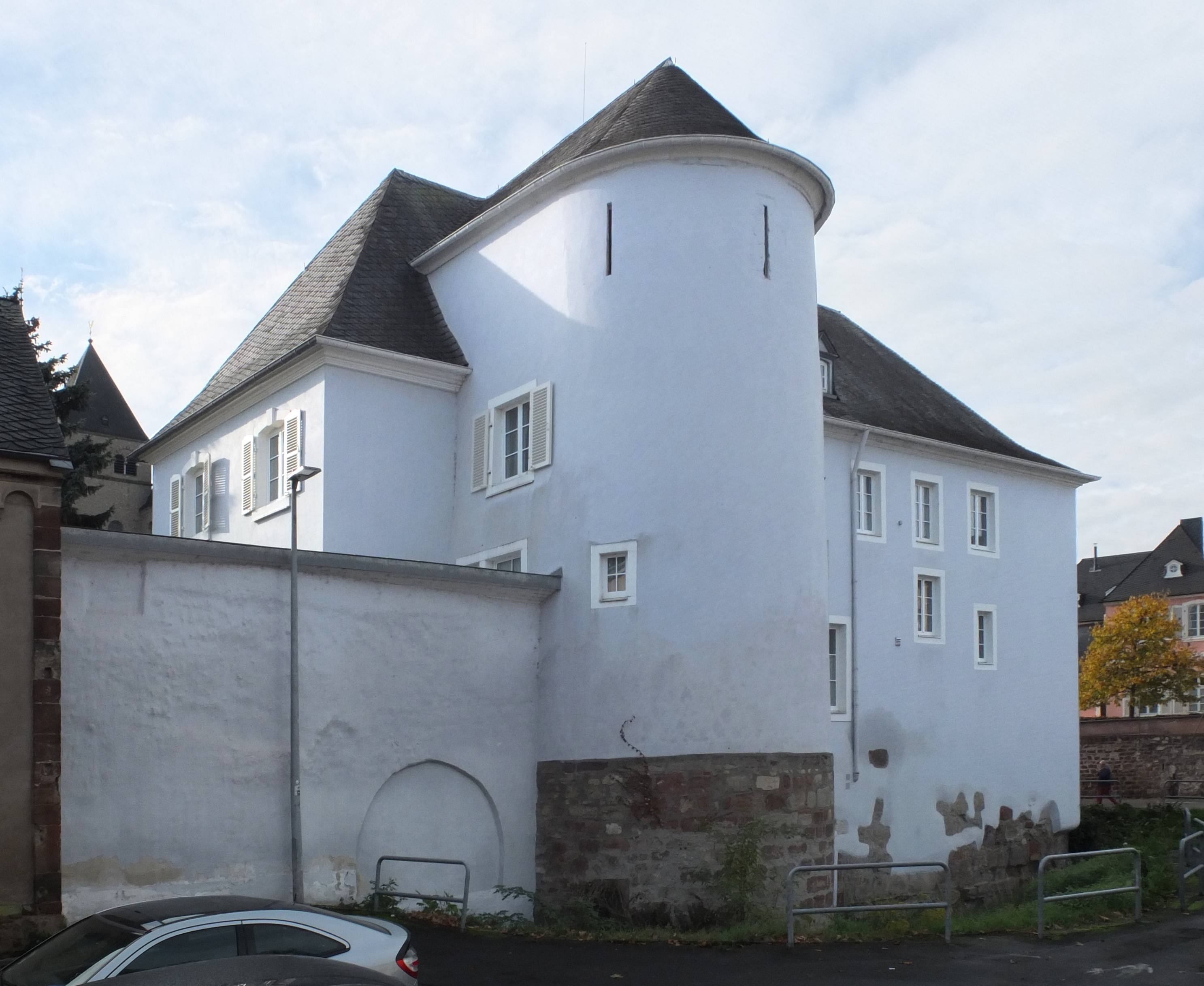
Domkurie Eich

An der Straße steht die Kurie Eich oder Zur (großen) Eiche. Der Hausname reicht bis in das frühe 14. Jahrhundert zurück, vermutlich auf den Kanonikus Walter von Eich oder auf den 1340 als Domdechant erwähnten Matthäus von Eich. Das Haupthaus der Kurie wurde um 1770 unter dem Chorbischof Franz Joseph Schenk von Schmidtburg neu gebaut. Seitdem ist die Kurie auch unter seinem Namen bekannt. In der Gesamtheit ihrer Gebäude mit Haupthaus, Kapelle, Wirtschafts- und Remisenflügel mit Toreinfahrt sowie einer Gartenlaube ist das Baudenkmal ein typisches Beispiel für die Hofanlage eines Domherrn. Das Haupthaus der Kurie wurde auf einem romanischen Vorgängerbau errichtet. Ähnlich wie beim Gebäude am Domfreihof 2 wurde auch hier das Erdgeschoss als Keller mit einer auf Konsolen ruhenden Zwischendecke abgetieft. Die heutige Einwölbung wurde vermutlich erst im Barock eingefügt. Auf der Nordseite befindet sich über dem Kellerniveau eine schmale, nur fragmentarisch erhaltene, gangartige Anlage. Bemerkenswert ist außerdem ein durch einen romanischen Rundbogen auf der Keller-Südseite zu erreichender unterirdischer, tonnengewölbter (nahezu völlig verschütteter) Gang, der auf den Dom zuführt. 
Im Innern des Wohnhauses ist noch die Rokoko-Ausstattung erhalten, unter anderem die gewinkelte Podesttreppe mit geschnitztem Geländer. Unter den Hohlkehlen-Stuckdecken, die teilweise mit Eck- und Mittelrocaillen verziert sind, ist besonders jene im östlichen Obergeschosszimmer mit dem von einem Ross gehaltenen Schmidtburgschen Wappen zu erwähnen. Im Gebäude gibt es mehrere Eckkamine und alte, zum Teil zweiflügelige Türen. Auf der Domberingmauer wurde 1199 die Kapelle ad Quercum (Zur Eiche) errichtet. Ursprünglich sollte sie möglicherweise Friedhofskapelle sein. Ab dem 13. Jahrhundert war sie jedoch Hauskapelle, wodurch sie heute zum Gebäude Haus Eiche gezählt wird. Offenbar gleichzeitig mit dem Kapellenbau entstand eine epigraphisch interessante Majuskelinschrift auf einer Konsole der östlichen Chorwand: ELEM GERLACI (elemosyna Gerlaci, vielleicht identisch mit dem 1182 bis 1209 erwähnten Koblenzer Ministerialen Gerlacus).